# Władysław Olechnowicz

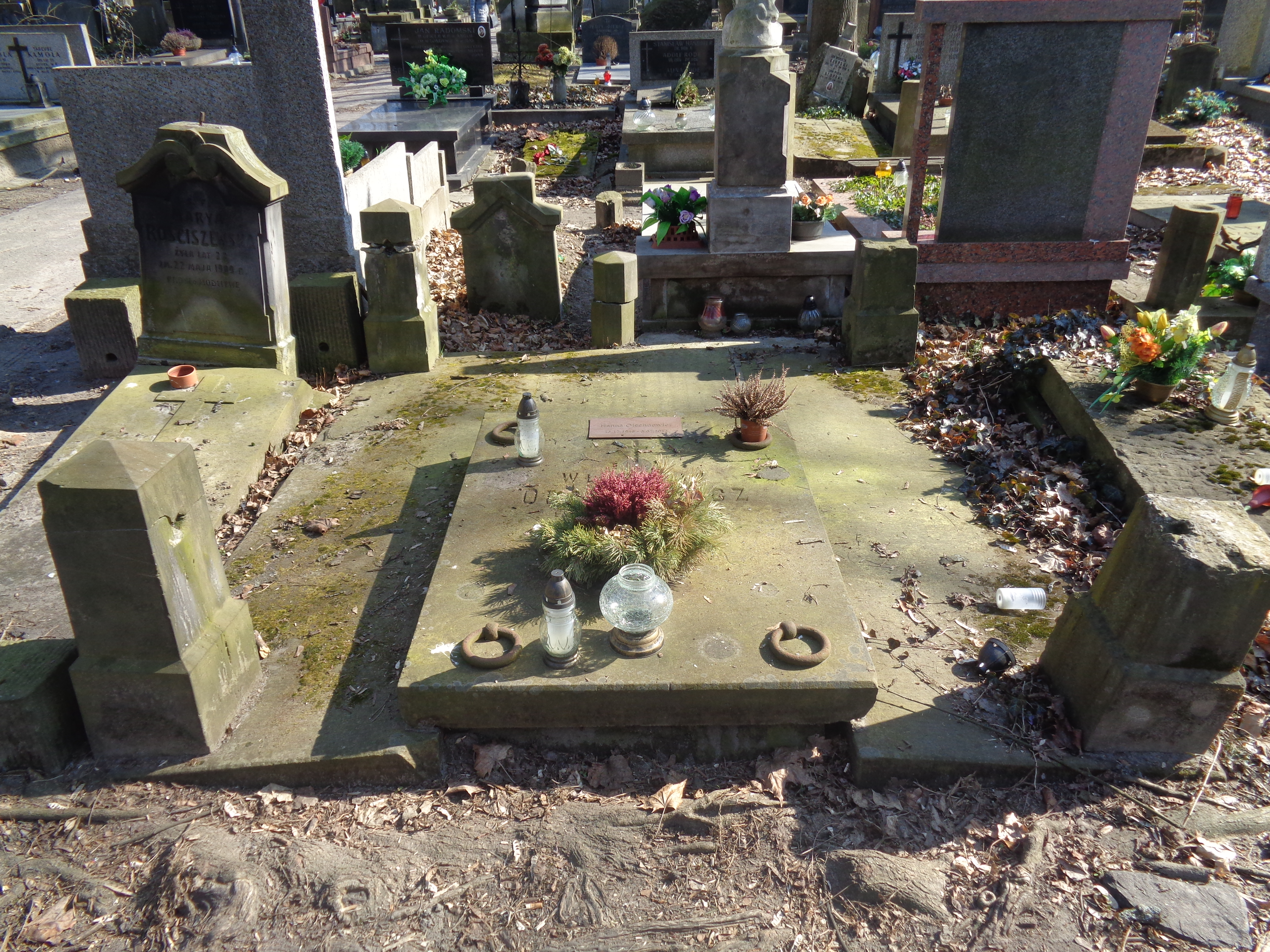
Nagrobek Władysława Olechnowicza na Cmentarzu Powązkowskim

Władysław Olechnowicz (ur. 27 maja 1848 w Olszance w powiecie zwinogródzkim, zm. 3 września 1918 w Czerwonym Dworze) – polski lekarz psychiatra, antropolog, etnograf, archeolog, założyciel pierwszej w Lublinie prywatnej lecznicy dla umysłowo chorych.
Syn lekarza Franciszka Olechnowicza (1812–1878) i Pauliny z Jarewiczów.
Ukończył gimnazjum w Białej Cerkwi, następnie studiował medycynę na Uniwersytecie Kijowskim i na wydziale lekarskim Szkoły Głównej Warszawskiej, gdzie we wrześniu 1871 roku otrzymał stopień lekarza z odznaczeniem. Praktykował na Ukrainie, potem zaś w Lubelskiem, w Piotrowicach koło Nałęczowa, gdzie do 1886 roku mieszkał w swoim majątku. Odbył wówczas kilka podróży za granicę, w tym także na Wschód. W Indiach prowadził badania nad cholerą, przede wszystkim jednak studiował sanskryt i starożytną kulturę tego kraju (wyniki swych prac przedstawił w rozprawie opublikowanej po francusku w Paryżu w 1882)
W 1887 roku został powołany na stanowisko dyrektora uzdrowiska Nałęczów. Stąd po niedługim czasie przeniósł się na stałe do Lublina (1888), gdzie dwa lata później objął stanowisko prywatnego ordynatora oddziału psychiatrycznego Szpitala Św. Wincentego a Paulo. W 1894 r. został ordynatorem nadetatowym. w 1901 zaś – starszym ordynatorem. W 1897 zorganizował we własnym domu i dobudowanych później pawilonach prywatną lecznicę dla umysłowo i nerwowo chorych (placówka ta mieściła się na ul. Czechowskiej, obecnie 3 Maja).
Był aktywnym członkiem Lubelskiego Towarzystwa Lekarskiego, został do niego przyjęty w 1886 roku. Piastował w nim godność sekretarza (1888–1891) i wiceprezesa. Występował często na zebraniach stowarzyszenia z referatami, uczestniczył również w zainicjowanej przez jego zarząd akcji organizowania odczytów powszechnych (m.in. wygłosił prelekcje „O śnie” i „O bakteriach”). Jako członek Sekcji Higienicznej Towarzystwa (zał. 1891) zabierał głos m.in. w sprawie nieprawidłowości powstałych w trakcie budowy wodociągów w mieście (1897).
W czasie pobytu w Lublinie zajmował się badaniami archeologicznymi, prowadząc wykopaliska w różnych miejscowościach powiatów lubelskiego, puławskiego, chełmskiego i hrubieszowskiego (a także w gub. wołyńskiej). Rezultaty tych poszukiwań ogłaszał na łamach czasopism specjalistycznych („Materiały Antropologiczne, Archeologiczne i Etnograficzne” 1897, „Światowid” 1900) oraz zamieścił w książce zbiorowej Dla sierot (Lublin, 1897).
Większą sławę i rozgłos zyskał jako antropolog, który, wedle opinii Jana Czekanowskiego, „wywarł niewątpliwie największy wpływ” na współczesnych mu uczonych polskich. Dorobek jego z tej dziedziny obejmuje 13 publikacji, wśród których znajdują się również prace dotyczące ludności Lubelszczyzny („Wisła” 1893, 1901–1902). Ponadto interesował się kulturą ludową tego regionu, co zaowocowało paroma opracowaniami, zamieszczonymi w lokalnym dzienniku („Gazeta Lubelska” 1888 nr 3–43; 1891 nr 131). Był członkiem Cesarskiego Tow. Miłośników Przyrodoznawstwa, Antropologii i Etnografii w Moskwie oraz członkiem korespondentem Warszawskiego Towarzystwa Lekarskiego. Uczestniczył w pracach komitetu organizacyjnego Wystawy Pamiątek Przeszłości (1901).
Po 1900 roku przeniósł swoją lecznicę pod Warszawę, do własnego majątku Czerwony Dwór we wsi Pustelnik. Zakładem kierował do 1915 roku. Zmarł 3 września 1918 w Czerwonym Dworze.
Mąż Walentyny z Boruchowskich, działaczki społecznej z Lublina. Zainicjowała m.in. organizowanie w mieście kolonii letnich (1894), przez wiele lat pełniła funkcję opiekunki Ochrony Bernardyńskiej. Mieli trzech synów: dwaj synowie zmarli w wieku młodzieńczym, trzecim był Marian Olechnowicz (1885–1920), ppor. 7 Pułku Ułanów Lubelskich.

## Wybrane prace
- Charakterystyka antropologiczna ludności gub. lubelskiej (1893)
- Charakterystyka antropologiczna szlachty drobnej gminy Grabowo w powiecie szczuczyńskim, gubernii łomżyńskiej. Kraków: Akademia Umiejętności, 1894
- Charakterystyka antropologiczna Litwinów z okolicy m. Olity, 1895
- Poszukiwania archeologiczne w gub. lubelskiej. Kraków: Akademia Umiejętności, 1897
- Crania polonica.  Kraków: Akademia Umiejętności, 1898
- Rasy Europy (1898)
- Cmentarzysko w Nowosiłkach pow. włodzimierski, gub. wołyńska. Kraków: Akademia Umiejętności, 1902
- Kilka słów o typie polskim wogóle, a lubelskim w szczególności, 1902